# Dan Gordon
Dan Gordon (California, 5 maggio 1947) è un regista, sceneggiatore, produttore televisivo e attore statunitense.

## Biografia
Dan Gordon si è laureato alla Università della California, Los Angeles in cinema e televisione e successivamente si è specializzato in sceneggiatura.
Nel 1998 Dan Gordon ha perso il figlio maggiore all'età di ventidue anni Zaki Gordon in un incidente stradale.
Gordon è stato anche un amico stretto di Tim Buckley con il quale collaborò per una sceneggiatura per un film mai portato sugli schermi dal titolo Fully Airconditioned Inside.
Avendo la doppia cittadinanza statunitense e israeliana, nel 2006 Gordon ha servito nelle Forze di Difesa Israeliane come capitano della riserva nella scorta dei portavoce militari nella Guerra del Libano.

## Carriera
Fin dal 1985 è stato un membro della Directors Guild of America.
Alcune opere cinematografiche di Dan Gordon sono state adattate anche per il teatro e alcune di queste hanno avuto notevole successo. Il suo adattamento per il teatro della sceneggiatura cinematografica Rain Man di Barry Morrow ha avuto la sua prima all'Apollo Theatre nel West End di Londra nel 2007 e fu replicato più volte in posti come Praga (Repubblica Ceca), Stoccarda (Germania), Bruxelles (Belgio) e Utrecht (Paesi Bassi)
Gordon è anche un cofondatore dello Zaki Gordon Institute una scuola di cinematografia a Sedona (Arizona) che prende il nome dal suo primogenito prematuramente scomparso. Questo istituto offre corsi on-line e su DVD e Gordon vi insegna part-time. Gordon è stato anche docente ospite alla Università di Tel Aviv, alla Columbia University School of the Arts, alla USC School of Cinematic Arts e alla UCLA School of Theater, Film and Television della quale è stato studente e alla quale dona annualmente un premio di $ 5000,00 agli studenti di sceneggiatura in onore di suo figlio.
Nel 1996 con il figlio Zaki produsse il film indipendente Waiting for Mo nel quale interpretava la parte di un senzatetto e del quale il figlio fu sceneggiatore e regista
Dan Gordon è inoltre autore di diversi Romanzi.

## Opere (parziale)

### Romanzi
- Wyatt Earp (1994)
- Murder in the First (1994)
- The Assignment (1997)
- Davin (scritto con Zaki Gordon) (1997)
- Beat the Sports Books (2008)
- Postcards from Heaven (2010)

## Filmografia

### Sceneggiatore

#### Cinema
- Train Ride to Hollywood, regia di Charles R. Rondeau (1975)
- Tank, regia di Marvin J. Chomsky (1984)
- Toccato! (Gotcha!), regia di Jeff Kanew (1985)
- Passenger 57 - Terrore ad alta quota (Passenger 57), regia di Kevin Hooks (1992)
- Guerrieri del surf (Surf Ninjas), regia di Neal Israel (1993)
- Wyatt Earp, regia di Lawrence Kasdan (1994)
- L'isola dell'ingiustizia - Alcatraz (Murder in the First), regia di Marc Rocco (1995)
- The Assignment - L'incarico (The Assignment), regia di Christian Duguay (1997)
- Hurricane - Il grido dell'innocenza (The Hurricane), regia di Norman Jewison (1999)
- La profezia di Celestino (The Celestine Prophecy), regia di Armand Mastroianni (2006)
- Let There Be Light, regia di Kevin Sorbo (2017)
- Miracle in East Texas, regia di Kevin Sorbo (2019)

#### Televisione
- Gulag 77 (Gulag), regia di Roger Young – film TV (1985)
- L'ultimo cavaliere elettrico (Sidekicks) – serie TV, 1 episodio (1986)
- Autostop per il cielo (Highway to Heaven) – serie TV, 36 episodi (1984-1988)
- La sporca dozzina (The Dirty Dozen) – serie TV, 2 episodi (1988)
- Zorro – serie TV, 1 episodio (1990)
- Qua la zampa (Dog House) – serie TV, episodi 1x05-1x14 (1990-1991)
- Highlander – serie TV, episodi 1x01-1x04 (1992)
- Sfida infuocata (Taking the Heat), regia di Tom Mankiewicz – film TV (1993)
- In fuga per la libertà (Nowhere to Hide), regia di Bobby Roth – film TV (1994)
- Anno 2237: prigionieri dell'Eden (New Eden), regia di Alan Metzger – film TV (1994)
- Inferno d'acqua (Terror in the Mall), regia di Norberto Barba – film TV (1998)
- Gli specialisti (Soldier of Fortune, Inc.) – serie TV, 37 episodi (1997-1999)
- Roughnecks: Starship Troopers Chronicles – serie TV, episodio 1x07 (1999)

### Sceneggiatore e regista

#### Cinema
- Potluck - cortometraggio (1970)
- Expecting Mary (2010)

### Attore

#### Cinema
- Waiting for Mo, regia di Zaki Gordon (1996)